# Match de bris d'égalité (Ligue majeure de baseball)
Ne pas confondre avec le match de meilleur deuxième de la Ligue majeure.

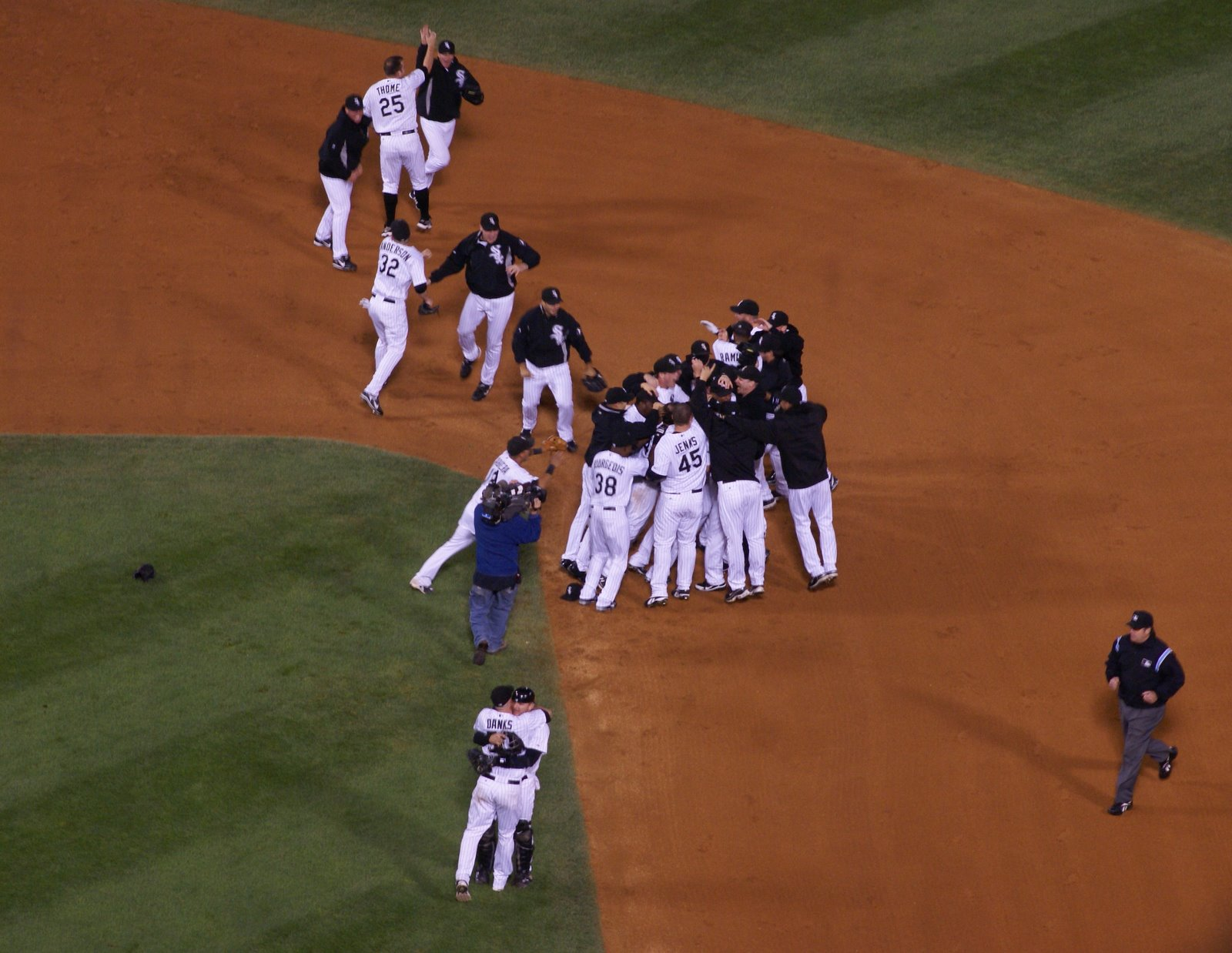
Les White Sox de Chicago se qualifient pour les séries éliminatoires en gagnant un match de bris d'égalité sur Détroit le 30 septembre 2008.

Dans les Ligues majeures de baseball, un match de bris d'égalité,,, (parfois appelé match-suicide ou match de barrage,) désigne un match supplémentaire disputé après la conclusion prévue de la saison régulière pour départager deux équipes ayant terminé à égalité dans une course au championnat de leur division ou dans la course pour une présence en séries éliminatoires. 
Dix matchs de bris d'égalité, qui comptent officiellement comme des parties de saison régulière et non de séries éliminatoires, ont été disputés dans l'histoire du baseball majeur, le premier en 1948 et le plus récent en 2013. En outre, des séries au meilleur de trois matches se sont tenues à quatre reprises entre 1946 et 1962 ; aujourd'hui, cette option n'est plus utilisée par la MLB pour départager deux équipes.

## Bris d'égalité en plusieurs matchs
Au XXe siècle, quatre des « bris d'égalité » (en anglais : tiebreaker) consistèrent en une série au meilleur de 3 parties entre les deux clubs à égalité plutôt qu'en un seul affrontement. Cette formule -à laquelle le baseball majeur eut recours en 1946, 1959, 1961 et 1962- n'est plus utilisée aujourd'hui.

## Liste des matchs de bris d'égalité dans les Ligues majeures de baseball
Ces 10 matchs de bris d'égalité ont servi à départager des équipes aux fiches victoires-défaites identiques après les 162 matchs programmés à la saison régulière. Ces parties sans lendemain comptent dans les statistiques de saison régulière comme une 163e partie jouée (ou comme une 155e dans le premier cas ci-dessous, puisque les saisons étaient plus courtes à cette époque). Le vainqueur des matchs de bris d'égalité passe en éliminatoires alors que le perdant voit sa saison se terminer sur une défaite.
- 4 octobre[8] 1948, Fenway Park de Boston : les Indians de Cleveland l'emportent 8-3 sur les Red Sox de Boston pour le championnat de la division Est de la Ligue américaine.

- 2 octobre 1978, Fenway Park de Boston : les Yankees de New York l'emportent 5-4 sur les Red Sox de Boston pour le championnat de la division Est de la Ligue américaine.

- 6 octobre 1980, Dodger Stadium de Los Angeles : les Astros de Houston l'emportent 7-1 sur les Dodgers de Los Angeles pour le championnat de la division Ouest de la Ligue nationale.

- 2 octobre 1995, Kingdome de Seattle : les Mariners de Seattle l'emportent 9-1 sur les Angels de la Californie pour le championnat de la division Ouest de la Ligue américaine.

- 28 septembre 1998, Wrigley Field de Chicago : les Cubs de Chicago l'emportent 5-3 sur les Giants de San Francisco pour se qualifier comme meilleurs deuxièmes dans la Ligue nationale.

- 4 octobre 1999, Cinergy Field de Cincinnati : les Mets de New York l'emportent 5-0 sur les Reds de Cincinnati pour se qualifier comme meilleurs deuxièmes dans la Ligue nationale.

- 1er octobre 2007, Coors Field de Denver (Colorado) : les Rockies du Colorado l'emportent 9-8 en 13 manches de jeu sur les Padres de San Diego pour se qualifier comme meilleurs deuxièmes dans la Ligue nationale[9]

- 30 septembre 2008, U.S. Cellular Field[10] de Chicago : les White Sox de Chicago l'emportent 1-0 sur les Twins du Minnesota pour remporter le championnat de la division Centrale de la Ligue américaine[11].

- 6 octobre 2009, Metrodome de Minneapolis, Minnesota : les Twins du Minnesota l'emportent 6-5 en 12 manches de jeu sur les Tigers de Detroit pour remporter le championnat de la division Centrale de la Ligue américaine[12].

- 30 septembre 2013, Rangers Ballpark d'Arlington, Texas : les Rays de Tampa Bay l'emportent 5-2 sur les Rangers du Texas pour décrocher la dernière place de meilleur deuxième dans la Ligue américaine[13].

### Statistiques
Au sujet des 10 premiers matchs de bris d'égalité disputés au baseball majeur (en date de 2013) :
- Deux de ces matchs (en 2007 et 2009) sont allés en manches supplémentaires.
- Six matchs de bris d'égalité ont eu lieu dans la Ligue américaine et quatre dans la Ligue nationale.
- Quatre des 10 matchs de bris d'égalité ont eu comme enjeu la place de wild card, trois fois dans la Nationale et une dans l'Américaine, depuis l'avènement de la règle du « meilleur deuxième » en 1995.
- L'équipe locale a remporté 5 matchs de bris d'égalité et les visiteurs l'ont emporté à 5 reprises.
- 3 équipes ayant remporté un match de bris d'égalité ont atteint les Séries mondiales. Les Indians de 1948 et les Yankees de 1978 l'ont emporté, les Rockies de 2007 ont perdu.
- 3 ayant remporté un match de bris d'égalité ont perdu en Série de championnat, et trois autres équipes n'ont pas franchi l'étape de la Série de division.
- Une seule équipe (Minnesota) a joué un tel match deux années de suite.

### Avantage du terrain
L'avantage du terrain pour un match de bris d'égalité était déterminé par un pile ou face jusqu'en 2008. Cette règle a été modifiée en 2009. Depuis, l'avantage du terrain est accordé selon les critères suivants :
1. L'avantage du terrain va au club qui a remporté le plus de matchs contre son adversaire cette saison-là.
2. L'avantage du terrain est accordé à celui des deux clubs ayant le meilleur pourcentage de victoires contre les équipes de sa propre division cette année-là.
3. L'avantage du terrain va au club avec le meilleur pourcentage de victoires dans la seconde moitié des matchs disputés cette saison-là contre les clubs de sa propre ligue (Américaine ou Nationale).
4. L'avantage du terrain est donné au club ayant conservé le meilleur pourcentage de victoires dans la seconde moitié des matchs contre les équipes de la même ligue, plus un match intra-ligue (à condition qu'il ne soit pas entre ces deux équipes à égalité).
5. On ajoute un match intra-ligue (à l'exception de ceux entre ces deux clubs) jusqu'à ce que l'on puisse briser l'égalité pour l'avantage du terrain.

### Cas particuliers
Le baseball majeur prévoit des scénarios de bris d'égalité dans l'éventualité où trois ou quatre équipes termineraient la saison régulière avec des fiches victoires-défaites identiques, mais cette situation ne s'est jamais produite.
Si deux équipes terminent à égalité au premier rang de leur division, un match de bris d'égalité sera joué pour déterminer le champion de division, et ce même si les deux clubs ont des fiches victoires-défaites suffisantes pour les qualifier comme meilleurs deuxièmes. L'avantage du terrain pour le match sera alors accordé selon les mêmes critères que pour les autres matchs de barrage.

## Le match de meilleur deuxième en séries éliminatoires
À partir de la saison 2012, la Ligue majeure de baseball permet à 10 équipes, et non plus 8, de participer à ses séries éliminatoires. En plus des champions des 6 divisions, 4 clubs sont qualifiées comme meilleurs deuxièmes (wild cards). Les deux wild cards de chaque ligue sont opposés dans ce que l'on appelle les matchs de meilleurs deuxièmes, qui ne comptent pas dans les statistiques de saison régulière mais sont considérés comme une première étape de séries éliminatoires. Les vainqueurs de ces matchs sans retour (un dans la Ligue nationale et un dans la Ligue américaine) passent en Séries de divisions, alors que les perdants sont automatiquement éliminés.
Les deux premiers matchs de meilleurs deuxième de ce nouveau format éliminatoire sont joués le 5 octobre 2012.
Techniquement, un match de bris d'égalité comptant comme un 163e match de saison régulière pourrait aussi être disputé si deux clubs se retrouvent à égalité pour la dernière place disponible en éliminatoires à l'issue des 162 rencontres prévues au calendrier. Pour se rendre jusqu'à la Série de divisions, ce club aurait donc joué deux matchs de barrage de suite, l'un comptant comme partie de saison régulière et l'autre comme match éliminatoire. Cette situation se présente pour la première fois en 2013.